# Christian Lindell
Christian Lindell (* 20. November 1991 in Rio de Janeiro, Brasilien) ist ein ehemaliger schwedisch-brasilianischer Tennisspieler.

## Karriere
Obwohl Lindell sein ganzes Leben in Brasilien lebte, trat er für Schweden an. Als einer der besten Junioren in Brasilien wurde er für ein wichtiges Turnier nicht in den Kader der Mannschaft gewählt. Als Lindell wenig später bei einem Urlaub in Schweden ein Junior-Turnier gewann, wurde er vom schwedischen Verband gefragt, ob er für sie spielen möchte. Lindell nahm das Angebot an. Im Februar 2012 gab er bekannt, dass er fortan doch für Brasilien spiele. Nur vier Monate später wechselte er abermals zurück zu Schweden, da der brasilianische Verband nicht die Kosten für den schwedischen Trainer Lindells übernehmen wollte.
Lindell spielte hauptsächlich auf der ATP Challenger Tour und der ITF Future Tour. Er konnte 13 Einzel- und 11 Doppeltitel auf der Future Tour feiern. Sein Debüt auf der ATP World Tour gab er im Juli 2010 bei den SkiStar Swedish Open in Båstad, für die er eine Wildcard erhielt; in der ersten Runde des Hauptfeldes verlor er gegen Jarkko Nieminen mit 6:4, 0:6 und 4:6. Im Mai 2011 trat er für Schweden beim World Team Cup an, verlor jedoch alle seine drei Gruppenspiele in zwei Sätzen. Auch für das ATP-Turnier in Båstad erhielt er 2011 eine Wildcard; er unterlag in seiner Erstrundenpartie Pere Riba. Seinen ersten Sieg auf der ATP World Tour gelang ihm 2014 in Båstad, als er in Runde 1 Íñigo Cervantes in zwei Sätzen besiegte.
Im September desselben Jahres gab er sein Debüt für die schwedische Davis-Cup-Mannschaft im Playoff-Spiel gegen Rumänien. Obwohl Lindell die erste Partie der Begegnung gegen Adrian Ungur gewinnen konnte, verlor Schweden mit 1:3 und musste im Oktober in der Relegation antreten. Dort gewann Lindell seine Partie gegen Jānis Podžus und am Ende blieb auch Schweden mit 3:2 siegreich, wodurch das Team die Kontinentalgruppe I halten konnte. Seine Bilanz ist 4:3.
2015 erreichte er in São Paulo sein erstes Finale auf der Challenger Tour, das er gegen Guido Pella in zwei Sätzen verlor. Zudem gelang ihm bei den French Open erstmals die Qualifikation für das Hauptfeld. Er schied in der ersten Runde aus. Die nachfolgenden Saisons bis Mitte 2020 blieben für Lindell ohne Finalteilnahmen auf der Challenger Tour, auf der Future Tour sicherte er sich in diesem Zeitraum dagegen drei Einzeltitel. 2021 spielte er sein letztes Turnier.